# Pueblo nakoda

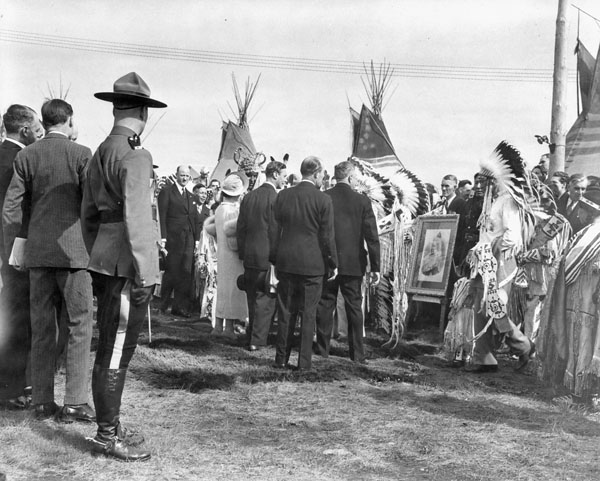
El rey Jorge VI y la reina Isabel saludan a los jefes Nakoda, que trajeron una fotografía de la reina Victoria, durante la gira real de 1939 por Canadá. Los tratados fueron firmados originalmente por representantes de la Corona que actuaban en nombre de la reina Victoria.

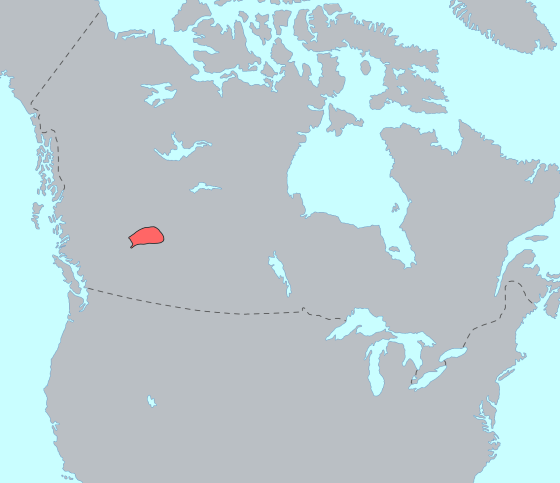
Área de lenguaje nakoda

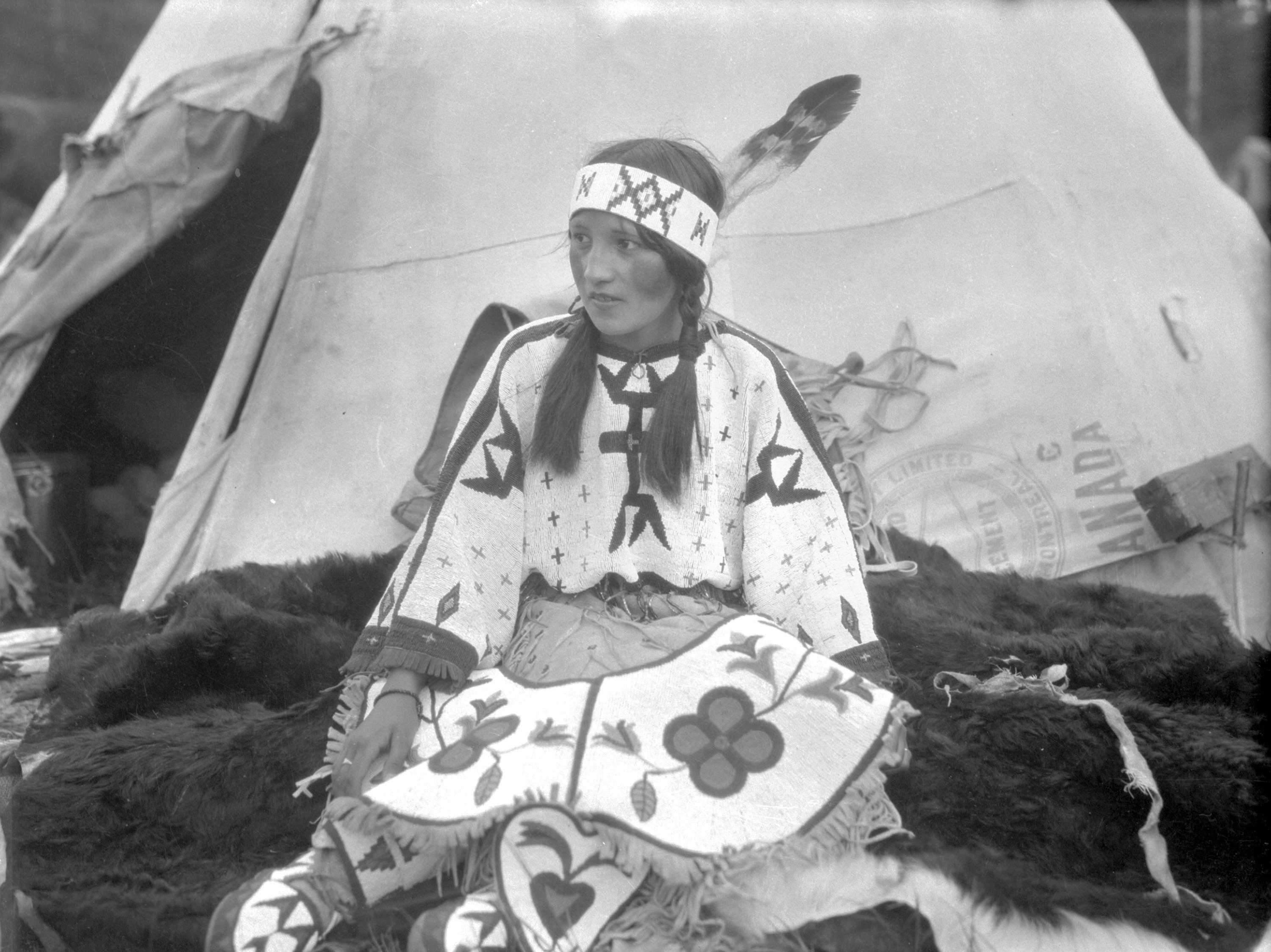
Pájaro Azul, chica Nakoda

El pueblo nakoda (también conocido como stoney, Îyârhe Nakoda, o stoney nakoda son un pueblo indígena del oeste de Canadá y Estados Unidos.
Solían habitar gran parte de lo que hoy es Alberta, Saskatchewan y Montana,pero sus reservas ahora se encuentran en Alberta y Saskatchewan, donde apenas se diferencian de los Assiniboine. Su lengua se relaciona con las naciones Dakota y Lakota de las Grandes Llanuras y las Montañas Rocosas, y parte de la Gran Nación Sioux.
Se refieren a sí mismos en su idioma como Nakoda,que significa "amigo, aliado". El nombre Stoney (pedregoso) les fue dado por exploradores anglófonos debido a su técnica de utilizar piedras calentadas por fuego para hervir caldo en cuencos de cuero. Están muy estrechamente relacionados con los Assiniboine, que también son conocidos como Stone Sioux.
La Nación Originaria Nakoda en Alberta está compuesta por tres bandas: Bearspaw, Chiniki y Wesley.

## Grupos nakoda
Los Nakoda (Stoney) son descendientes de bandas individuales de Dakota, Lakota y Nakota, en particular de grupos occidentales de Assiniboine, de los cuales se separaron  alrededor de 1744. Los Stoney se dividieron geográfica y culturalmente en dos grupos tribales o divisiones con diferentes dialectos, que a su vez se dividieron en varias bandas:
Stoney del bosque ( Chan Tonga Nakoda – 'Puebo del bosque grande', a menudo llamado en inglés Swampy Ground Assiniboine, grupo tribal del norte)
Stoney de la montaña (Ye Xa Yabine Nakoda o Hebina – 'Gente de las Montañas Rocosas', a menudo llamado en inglés Strong Wood Assiniboine, Thickwood Assiniboine, grupo tribal del sur)

## Tratados
Los miembros de las naciones Nakoda firmaron una adhesión al Tratado 6 en 1877.
En 1877, representantes de las naciones Nakoda de Bearspaw, Chiniki y Goodstoney se reunieron con representantes de la Corona británica para discutir los términos del Tratado 7. A cambio del uso de las tierras tradicionales, la Corona acordó honrar su derecho al autogobierno y a una forma de vida ancestral. También se les prometieron tierras de reserva, 279 km2 situados a lo largo del río Bow entre el río Kananaskis y el río Ghost, que se convirtieron en las reservas de Big Horn, Stoney y Eden Valley, compartidas entre las tribus Bearspaw, Chiniki y Goodstoney.